# Tratado bizantino-georgiano de 1022
El Tratado de 1022 fue un acuerdo entre el Imperio bizantino y el Reino de Georgia. Fue firmado por el rey georgiano Jorge I y el emperador bizantino Basilio II.
El principal evento político y militar durante el reinado de Jorge I, una guerra contra el Imperio bizantino, tuvo sus raíces en la década de 990, cuando el príncipe georgiano David III de Tao, tras su fallida rebelión contra el emperador Basilio II, tuvo que acceder a ceder su extensas posesiones en Tao al emperador a su muerte. Todos los esfuerzos del hijastro de David y padre de Jorge, Bagrat III, para evitar que estos territorios fueran anexados al imperio fueron en vano. Joven y ambicioso, Jorge lanzó una campaña para restaurar la sucesión de David III en Georgia y ocupó Tao en 1015-1016. Basilio II dirigió su ejército contra Georgia en 1021. La guerra duró dos años y terminó en una decisiva victoria bizantina, que obligó a Jorge a aceptar un tratado de paz, con los siguientes términos:
- Georgia tuvo que abandonar sus pretensiones sobre Tao;
- Georgia tuvo que entregar varias posesiones del sudoeste (Klarjeti, Kola y Javakheti) al Imperio bizantino;
- Jorge I tuvo que entregar a su hijo de tres años, Bagrat IV, como rehén a Constantinopla.